# Балканізація

Політична мапа Балкан впродовж 3 століть

Балканізація (за назвою Балканського півострова) — політичний та етнокультурний феномен неперервного дроблення колись єдиної області внаслідок поглиблення протиріч, мовних, етнічних, релігійних, географічних та економічних відмінностей між її частинами. Умовно виділяються два типи балканізації: географічно-етнічна та расово-соціальна.

## Термін
Термін став особливо популярним після статті прем'єра Великої Британії Гордона Брауна, присвяченої трьохсотліттю об'єднання Англії та Шотландії. У ній він пообіцяв не допустити балканізації Сполученого Королівства.

## Географічно-етнічна балканізація
Виникає в силу історико-географічних передумов: гірський рельєф, ізоляція окремих субетнічних груп, їх клановість, низька міграційна мобільність, високий природний приріст. Окрім самого Балканського півострова, де такому болісному та вкрай негативному процесу піддалась нещодавно колишня Югославія, а раніше Австро-Угорщина, феномен зачепив в різній мірі держави Закавказзя (в першу чергу Грузію, РФ, Іран — див. «Іранський Азербайджан»). Дещо в меншій мірі процесом балканізації зачеплено також і гірський Піренейський півострів (особливо в Середньовіччі — система тайфа).

## Расово-соціальна
Сучасніша. Має нещодавню історію, в минулому, однак, пов'язану з історичними, географічними та іншими передумовами. Особливо помітна в останні десятиліття через процеси масової економічної міграції з країн, що розвиваються, в розвинуті. Більшість таких мігрантів (особливо з Азії та Африки) з різних причин не можуть завершити процеси асиміляції, інтеграції чи акультурації в нових місцях свого проживання, утворюючи так звані гетто. Там, де в останні десятиліття сильної балканізації зазнала низка регіонів США, переважно мегаполіси Нью-Йорк, Лос-Анджелес, а також цілі штати (Каліфорнія, Флорида, Техас, Нью-Джерсі), в яких расові та етнічні групи збільшують свою присутність, при цьому не змішуються та створюють напружену, конфліктну обстановку. Турки в Німеччині також іноді звинувачуються правою пресою в балканізації країни, так само як і вихідці з Центральної Азії та Кавказу в Московському регіоні Російської Федерації.
Таким чином, феномен балканізації стосується в першу чергу гірських регіонів, де народи роз'єднані, чи великих мегаполісів, охоплених масовою імміграцією впродовж короткого періоду. Під балканізацією також іноді розуміють вторгнення культури Східної Європи в західний світ.